# Protaetia latimarginalis
Protaetia latimarginalis är en skalbaggsart som beskrevs av Ma 1992. Protaetia latimarginalis ingår i släktet Protaetia och familjen Cetoniidae. Inga underarter finns listade i Catalogue of Life.